# Р215 (автодорога)
Федеральная автодорога Р-215 — автомобильная дорога федерального значения Астрахань — Кочубей — Кизляр — Махачкала. Протяжённость автодороги составляет примерно 470 км. Является частью европейского маршрута E 119 на всём своём протяжении и азиатского маршрута AH8 от начала автодороги до Бабаюрта.
Имеет две полосы для движения, по одной в каждую сторону.
В 2013 году были начаты работы по ликвидации грунтового разрыва от границы  Астраханской области и Калмыкии до Артезиана на участке км 133,577–208,0 протяжённостью 93,6 км со строительством автодороги II-III технической категории с асфальтобетонным покрытием. 
В июне 2014 года был открыт участок дороги км 106–133,577 длиной 27,6 км от пгт Лиман до границы Астраханской области и Калмыкии.
В январе 2019 года был сдан I этап протяжённостью 58,773 км от Улан-Хола до Артезиана.
В июле 2020 года был сдан II этап протяжённостью 17,64 км от поворота на Лагань до Улан-Хола. В составе этапа построена транспортная развязка по типу «труба» на повороте в Лагань.
29 января 2021 года были сданы III этап протяжённостью 15,001 км от границы Астраханской области и Калмыкии до поворота на Лагань, и IV этап протяжённостью  2,219 км с транспортной развязкой по типу «труба» на съезде в Улан-Хол. 
В результате ввода в эксплуатацию этих участков ликвидирован грунтовый разрыв и на всём протяжении от Астрахани до Махачкалы автодорога соответствует II-III технической категории и имеет асфальтобетонное покрытие.